# Robo del Douglas DC-3A
El robo del Douglas DC-3A fue un incidente aéreo ocurrido en Perú el 4 de enero de 1945 durante la cual un Douglas DC-3A de la aerolínea Panagra fue robado por 4 personas del aeropuerto de Limatambo.

## Acontecimientos
El 4 de enero de 1945, cuando el personal del aeropuerto de Limatambo estaba almorzando, un avión Douglas DC-3A se dispuso para despegar.  Al recibir la señal, el avión dio un giro brusco para volar, alertando al personal de la torre de control, quienes intentaron comunicarse con el piloto del avión sin éxito. El avión, dentro de la cual se encontraban los mecánicos de Panagra Carlos Castro Martínez y Andrés Carpenter Van Roey (junto a otras dos personas), despegó sin autorización previa. Para la búsqueda del avión, el Cuerpo Aeronáutico del Perú dispuso de un avión de caza mientras el ministerio de marina ordenó la salida de un cazasubmarinos del Callao. Por su parte, la compañía aérea dispuso la salida de aviones de búsqueda.
Al día siguiente, 5 de enero, los restos del avión fueron encontrados a 10 millas de Chorrillos por el Departamento de Operaciones de la aerolínea. Esto hizo que dos funcionarios de la aerolínea viajaran con personal de la marina hacia el lugar del avistamiento. Los cuerpos de los asaltantes no fueron encontrados y sus motivaciones no fueron esclarecidas.